# Nowowoskresenka
Nowowoskresenka (ukr. Нововоскресенка) – wieś na Ukrainie, w obwodzie mikołajowskim, w rejonie wozniesieńskim, w hromadzie Wesełynowe. W 2001 liczyła 273 mieszkańców, spośród których 270 wskazało jako ojczysty język ukraiński, 1 rosyjski, 1 mołdawski, a 1 białoruski.